# 未来〜まだ見ぬ時代よ〜
「未来〜まだ見ぬ時代よ〜」（みらい まだみぬときよ）は、2004年2月25日に発売された石井竜也の17枚目のシングル。

## 解説
『平和への祈り』を直球で表現した2004年初シングル。カップリングは表題曲の異なるヴァージョンを収録。ジャケット、歌詞ブックレット、CDレーベルすべて同じデザイン。

## 収録曲
作詞・作曲：石井竜也
1. 未来〜まだ見ぬ時代よ〜
編曲：渡辺善太郎
日本テレビ系『スーパーテレビ情報最前線』エンディングテーマ。
曲を作ったのはアメリカがアフガニスタンに進攻した頃で、日本もこの戦いに巻き込まれていくのではないかという不安感と表現の自由を脅かされる危機感から制作した。
2. 未来〜まだ見ぬ時代よ〜 Classical Version
編曲：光田健一
同曲のクラシカルコンサートツアー『CLASSICAL CONCERT 2003 羽音』（2003年12月16日、ザ・シンフォニーホール）でのライブテイク。
3. 未来〜まだ見ぬ時代よ〜 Piano Instrumental
編曲：光田健一
光田健一によるピアノ独奏。
4. 未来〜まだ見ぬ時代よ〜 Back Tracks
編曲：渡辺善太郎
Instrumental。

## 収録アルバム
- 『石 〜Best of Best〜』（2005年10月12日発売） - 1stベスト・アルバム